# Загадки Сфінкса
«Загадки Сфінкса» — британсько-канадський науково-фантастичний фільм 2008 року, режисер Джордж Менделюк. Фільм створено на Insight Film Studios, Sphinx Productions, Plinyminor та Trijbits Productions кіностудіях. Прем'єра фільму відбулася 7 січня 2008 року.

## Сюжет
Керін Перрі весь час вважала свого батька тихим домосідом, поки одного разу їм не стали відомі обставини загибелі її діда. Його смерть виявилася нерозривно пов'язаною з міфічною істотою, що зберігає древні секрети Єгипту — Сфінксом. Тільки після цього батько дочки наважується розповісти всю правду про минуле і про свою роботу в секретному урядовому підрозділі кілька років тому. Настав час для рішучих дій. Озброївшись усім необхідним, вони разом з дочкою вирушають до Каїра, щоб розшифрувати сім смертельних загадок Сфінкса. Для розслідування справи залучені секретні урядові агенти Джессіка (Діна Меєр) та Райдер (Маккензі Грей).

## У ролях
| Актор             | Роль         |
| ----------------- | ------------ |
| Діна Меєр         | Джессіка     |
| Лохлін Манро      | Роберт Парр  |
| Маккензі Грей     | Райдер       |
| Емілі Теннант     | Карен Парр   |
| Доннеллі Роудс    | Томас        |
| Донован Чермінара | капрал Еванс |